# Херман II фон Хомберг
Херман II фон Хомберг (на немски: Hermann II. Graf von Homberg; * 1275; † 19 ноември 1303) от рода на графовете на Фробург в Золотурн е граф на Хомберг в Швейцария.

## Произход
Той е син на граф Вернер I фон Хомберг (* 1254 † 6 февруари 1273) и съпругата му Кунигунда († 20 септември). Внук е на граф Херман IV фон Фробург-Хомберг (* 1230 † пр. 15 май 1253 или 15 май 1253) и съпругата му ... фон Тирщайн-Хомберг, единствена дъщеря и наследница на граф Вернер III фон Хомберг (* 1316 † 30 март/22 септември 1323 † сл. 25 май 1323).
Сестра му Ида/Ита фон Хомберг († 1328) се омъжва преди 17 декември 1305 г. за граф Фридрих IV фон Тогенбург († 15 ноември 1315), господар на Вилденбург, граф на Тоненбург, от когото има двама сина.
Херман II фон Хомберг умира на 27 или 28-годишна възраст на 19 ноември 1303 г. Не са известни негови потомци.